# Sit down!
Sit Down! est un éditeur de jeux de société belge situé à Longchamps, région wallonne.

## Histoire
La maison d'édition Sit Down! a été créée à Longchamps en 2011.
Depuis 2011, elle a édité 27 jeux. Elle a grandi notamment grâce au succès de Magic Maze qui a été nommé au Spiel des Jahres et a été récompensé à plusieurs reprises,,.

## Catalogue
L'éditeur belge a réalisé plusieurs jeux dont :
- 2011 : Wiraqocha, de Henry Kermarrec, illustré par Tishiyaki Takayama et Yuio
- 2014 : Sushi Dice, de Henry Kermarrec, illustré par Yuio
- 2015 : Ekö, de Henry Kermarrec, illustré par Lucy Mazel (vainqueur du concours des créateurs de Boulogne-Billancourt 2014)[7]
- 2017 : Magic Maze, de Kasper Lapp, illustré par Gyom
  - 2017 : Magic Maze - Maximum Security, de Kasper Lapp, illustré par Gyom
  - 2018 : Magic Maze - Hidden Roles, de Kasper Lapp, illustré par Gyom
- 2018 : Magic Maze Kids, de Kasper Lapp, illustré par Gyom
- 2019 : Bad Bones, de David Flies, illustré par Alexander Brick, Aoulad et Olivier Mootoo
- 2019 : Magic Maze on Mars, de Kasper Lapp, illustré par Gyom
- 2019 : Space Bowl, de Stéphane Brachet, illustré par Gyom
- 2021 : Dive, de Romain Caterdjian et Anthony Perone, illustré par Alexandre Bonvalot
- 2022 : Fairy Light, de Joan Dufour, illustré par Maxime Moulins et Anthony Moulins
- 2022 : Topic, de Luffy, illustré par Anthony Moulins
- 2022 : Tiwanaku, d'Olivier Grégoire, illustré par Raphaël Samakh
- 2023 : Gardeners, de Kasper Lapp, illustré par Anthony Moulins
- 2024 : Maps of Misterra, de Mathieu Bossu, Thomas Cariate et Timothée Decroix, illustré par Stanislas Puech
- 2024 : Redwook, de Christophe Raimbault, illustré par Edu Valls
- 2024 : Open Season, deAmélie Assié et Romain Lisciandro, illustré par Jean-Baptiste Reynaud
- 2024 : Magic Maze Tower, de Kasper Lapp, illustré par Gyom et Anthony Moulins